# 1466 en littérature
| Années de la littérature : 1463 - 1464 - 1465 - 1466 - 1467 - 1468 - 1469    |
| Décennies de la littérature : 1430 - 1440 - 1450 - 1460 - 1470 - 1480 - 1490 |

Cet article présente les faits marquants de l'année 1466 en littérature.

## Parutions
- 1466-1467 : De honesta voluptate et valitudine, manuel de cuisine sur la gastronomie de la Renaissance rédigé par Bartolomeo Sacchi dit « Platine »[1], paru à Rome vers 1473-1475, traduit en italien en 1487 et en français en 1505 sous le titre Platine en francoys[2].
- Doctrinal du temps présent, poème rédigé par Pierre Michault[3].

- Complainte de Dignant, à la suite du sac de Dinant[4].
- Le Livre de Regnart, mise en prose de Renart le nouvel de Jacquemart Giélée, conservé dans un manuscrit de la bibliothèque du château de Chantilly[5].

## Naissances
- 10 février : Paride da Ceresara, humaniste, écrivain et astrologue de cour italien, mort en 1532.
- 27 ou 28 octobre : Érasme, philosophe, humaniste et théologien néerlandais, mort le 12 juillet 1536[6].

- Serafino de' Cimminelli, compositeur et poète italien, mort le 10 août 1500.
- Francesco Zorzi, moine franciscain italien, théologien, philosophe et kabbaliste, mort le 1er avril 1540.
- Jehan d'Authon, moine et historiographe français, mort en janvier 1528.

## Décès
- Jacques Milet, écrivain et auteur dramatique français, né vers 1425.
- Isotta Nogarola, écrivaine humaniste italienne, né en 1418.
- Vers 1466 : Ahmed Bican (en), écrivain ottoman, auteur d'une encyclopédie Dürr-i meknûn.